# Se (instrument)
Se (瑟) är ett antikt inte längre spelat kinesiskt stränginstrument tillhörande familjen cittror. Det äldsta funna exemplaret härstammar från De stridande staternas epok.
Se är besläktad med den modernare kinesiska cittran (guzheng) och nämns i antika kinesiska texter vanligen tillsammans med den också fortfarande spelade cittran guqin. Antalet strängar kunde varierade kraftigt. Se var ett viktigt instrument i det antika Kina med kom sedan att ersättas av andra och försvann till slut helt. Idag finns ett visst intresse i Kina att väcka liv i se och andra "utdöda" instrument, men det har hittills inte fått något genomslag. Se anses av de flesta vara ursprunget till guzheng och därigenom också till flera andra östasiatiska cittror som exempelvis den japanska koto.